# Liriomyza praeusta
Liriomyza praeusta är en tvåvingeart som beskrevs av Mitsuhiro Sasakawa 1961. Liriomyza praeusta ingår i släktet Liriomyza och familjen minerarflugor. Inga underarter finns listade i Catalogue of Life.